# Пьер де Бофремон
Пьер де Бофремон Младший (фр. Pierre de Bauffremont le Jeune; 1397 — 7 августа 1472), граф де Шарни — бургундский военачальник, государственный деятель и дипломат.

## Биография
Происходил из линии сеньоров де Се-сюр-Сон (позднее маркизов де Листенуа) дома де Бофремон.
Третий сын Анри де Бофремона, сеньора де Се-сюр-Сон, советника и камергера герцога Бургундского, и Жанны де Вержи, дамы де Мирбо, Бурбонн, Шарни, и прочее, родственницы Филиппа III Доброго.
Сеньор, затем граф де Шарни, сеньор де Молино, Монфор, Мирбо, Ла-Борд, Мон-Сен-Жан, Мариньи, Виле-Ле-Брюле, и прочее, и прочее, маршал, сенешаль и губернатор Бургундии, и «один из наиболее могущественных сеньоров и самых именитых рыцарей своего времени». Он прославился своей силой, искусностью и пышностью на джострах и турнирах, ловкостью и доблестью в советах и войске герцога Бургундского, дававшего ему немало ответственных поручений.
В январе 1430 года в Брюгге, при учреждении ордена Золотого Руна, Пьер де Бофремон стал одним из 24 его первых рыцарей, и был назначен первым камергером герцога.
13 октября 1432 года был назначен губернатором обеих Бургундий, вместо Антуана де Тулонжона. В том же году во главе дворянского ополчения выступил на помощь Осеру, осажденному англичанами.
В 1433 году оборонял графство Шароле от войск графа Клермонского. В следующем году, под командованием герцога Бургундского, овладел Бельвилем в Божоле, где командовал Жак де Шабанн, бальи Бове, и дошел до стен Вильфранша, отогнав герцога де Бурбона, отказавшегося принять сражение.
В 1435 году участвовал в заключении Аррасского договора, и по этому случаю Карл VII подтвердил за ним владение сеньорией Шарни. В 1437 году привел герцогу Бургундскому 1500 всадников на помощь против восставших брюггцев. В этой кампании Бофремон был взят в плен, благодаря ловкой стратегеме Этьена де Виньоля, по прозвищу Ла-Гир, и увезен в замок Муа.
Оливье де Ламарш рассказывает, что по случаю заключения 10 июля 1443 союзного договора между Луи Савойским и герцогом Бургундским, Пьер де Бофремон с двенадцатью своими рыцарями устроил падарм «Древо Карла Великого», на котором бился против дона Васкеса де Сааведры пешим, конным, на копьях и полэксах.
9 июля 1456 года герцог Бургундский возвел сеньорию Шарни в ранг графства, что Людовик XI подтвердил жалованной грамотой в январе 1462 года, объединив с этим графством города и шателении Мон-Сен-Жан, Монфор и Вилен, и превотства Пуайи и Арне-Ле-Дюк, расположенные в бальяже Оксе.

## Семья
1-я жена: Жанна де Монтегю
2-я жена: Аньес де Со, дочь и наследница Жана II де Со, сеньора де Куртиврон, Пернан, Молино, и прочее, канцлера Бургундии, и Перретты де Маре

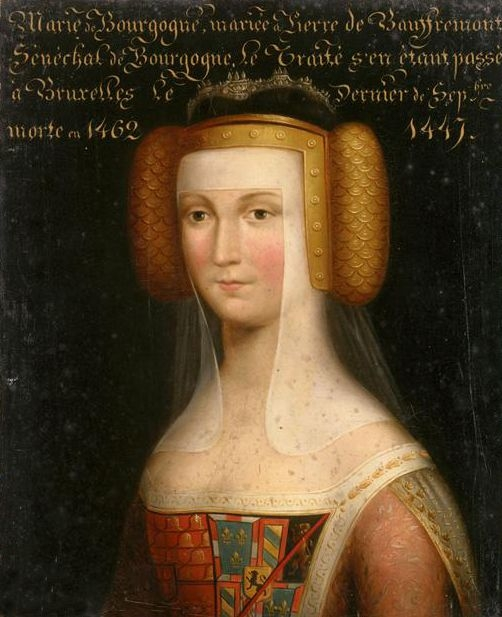
Мария Бургундская

3-я жена (контракт 17.09.1447): Мария Бургундская (ум. 1462), легитимированная внебрачная дочь Филиппа III Бургундского и Жанны де Прель и Лизи. Принесла в приданое 15 000 салюдоров и 700 ливров ренты с сеньории Верден-сюр-Сон.
Дети (от 3-го брака):
- Антуанетта де Бофремон (ум. 1483), графиня де Шарни. Муж (15.03.1472): Антуан I де Люксембург (ум. 1519), граф де Бриенн, Линьи и Русси
- Жанна де Бофремон (1458—23.03.1508), дама де Мирбо, де Ла-Борд, и прочее. Муж: 1): Жак Ролен, сеньор де Пресийи (ум. 1476); 2) (ок. 1480): Филипп де Лонгви (1447—1493), сеньор де Паги, Живри и Лонжепьер; 3) (ранее 23.12.1500): Элино де Грансон, сеньор де Пуа, Нанкиз, Валь-де-Сен-Жюльен и Миребель
- Филиберта де Бофремон. Муж (1476): Жан де Лонгви (ум. 1510), брат Филиппа де Лонгви

## Литература

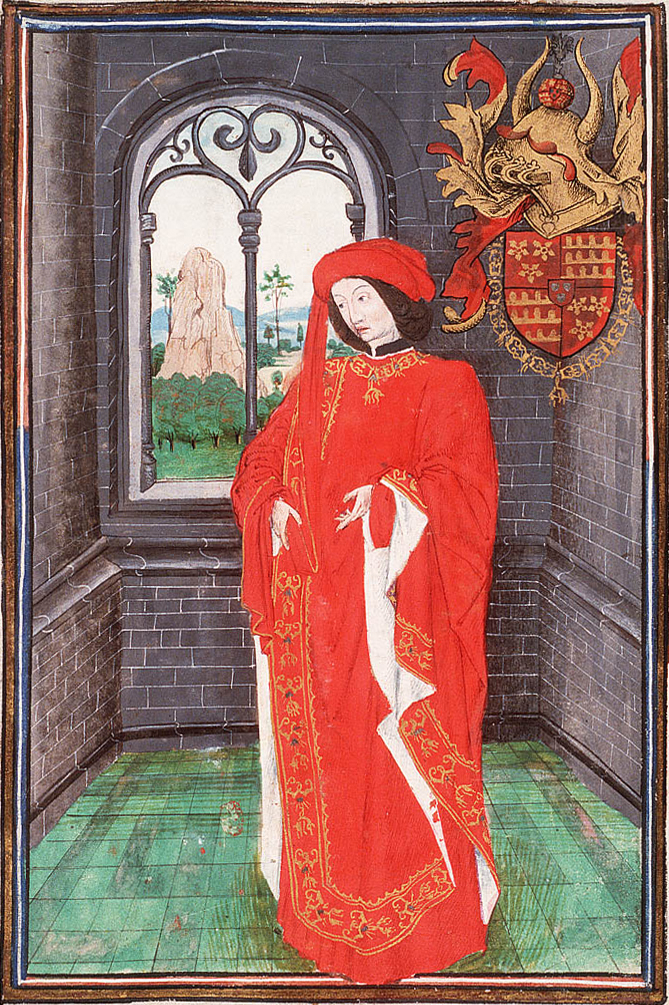
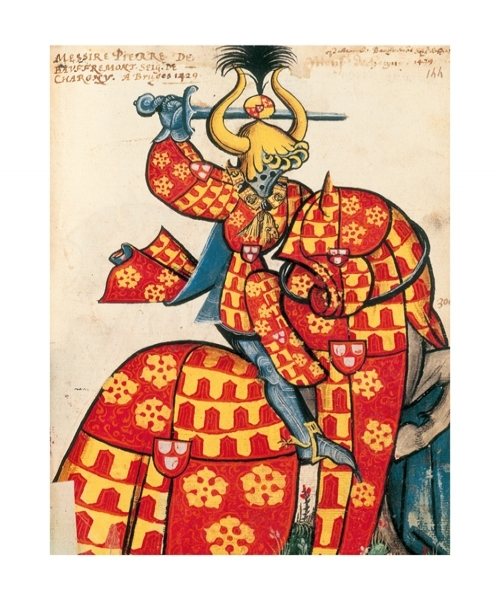
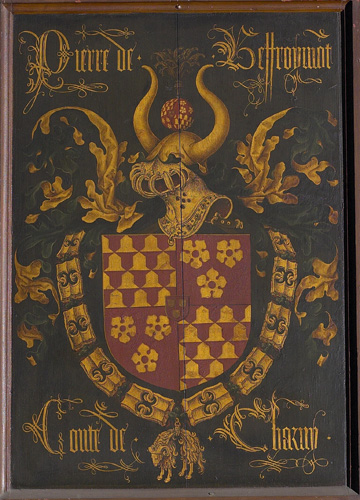
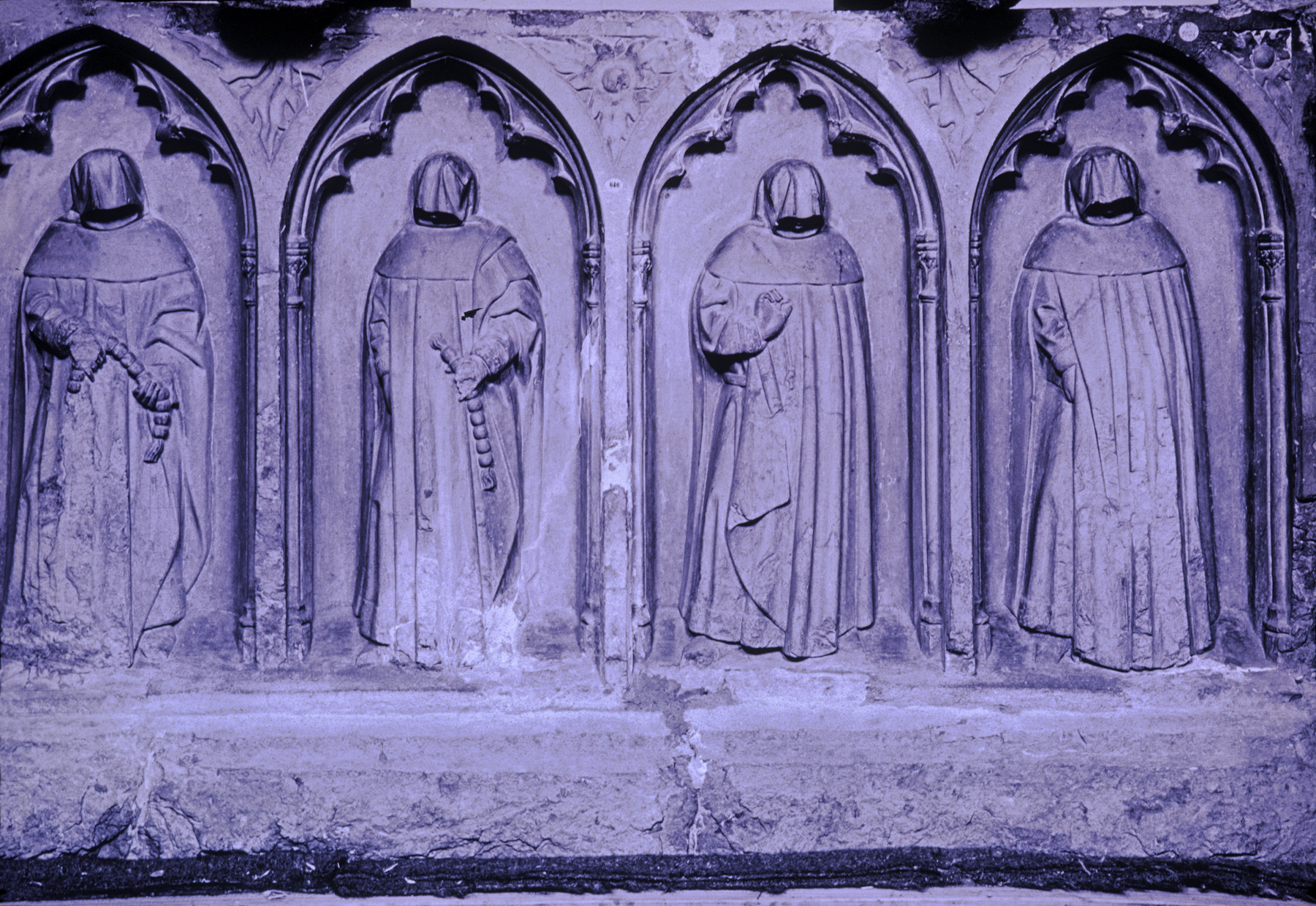